# Noritaka
Noritaka - Il re della distruzione! (破壊王ノリタカ！?, Hakaiou Noritaka) è un manga di Hideo Murata e Takashi Hamori, uscito in Giappone dal 1991 al 1994. A cominciare dal dodicesimo volume solo Hamori si occuperà del manga, sia per quanto riguarda la storia, sia per i disegni.

## Trama
Noritaka Sawamura arriva al primo anno delle superiori con la voglia di dare il meglio di sé e di ricominciare la sua vita da zero, dopo aver trascorso le medie tra le umiliazioni ricevute da compagni e professori che lo avevano soprannominato Caccaman. Per far colpo sulla bella Nakayama, una sua compagna di classe che detesta le persone deboli, Sawamura si iscrive al club di shudo per diventare un forte combattente. Un giorno, Noritaka vince casualmente contro uno degli atleti più forti dell'istituto e attira l'attenzione degli altri membri di tutti i club delle varie discipline di lotta della scuola (pugilato, karate, judo, sumo e altri). Da allora è costretto ad allenarsi duramente per affrontare numerosi avversari di discipline sempre diverse, dando vita a combattimenti dagli esiti esilaranti.

## Manga
Il manga è stato originariamente pubblicato in Giappone da Kōdansha, sulle pagine della rivista Weekly Shōnen Magazine, dal 1991 al 1994, ed è stato poi raccolto in 18 tankōbon.
In Italia, Noritaka è stato pubblicato inizialmente dalla Comic Art nel 1998, in un formato differente da quello originale e interrotto al numero 24 nell'ottobre 2000 e rimasero inediti gli ultimi 18 capitoli. 
La serie completa e in formato originale di 18 volumi è stampata per la prima volta dalla Panini Comics da febbraio 2011 a luglio 2012.
L'ultimo capitolo pubblicato dalla Comic Art nel numero 24 è il 137 intitolato: "L'attacco Low kick di Tchan Pua" e corrisponde al capitolo 6 del numero 16 pubblicato dalla Panini Comics intitolato: "L'attacco di Tchan-Pua". 